# Pánico en la Casa Blanca
Pánico en la Casa Blanca es una novela de Clive Cussler, publicada en 1984 que supone la séptima aventura protagonizada por Dirk Pitt.

## Argumento
En esta ocasión Dirk Pitt se aleja de su contexto habitual para sumergirse en el mundo del espionaje durante la Guerra Fría y enfrentarse a una sofisticada conspiración soviética: ejercer el control mental del presidente de Estados Unidos. El misterio de un barco que al hundirse provoca una mortífera corriente venenosa, el secuestro del presidente norteamericano a bordo de su propio yate y la desaparición de los principales miembros de su gobierno, son algunos de los elementos de la novela que lleva a Dirk y sus aliados desde las profundidades marinas hasta las cumbres secretas del poder en Washington y Moscú.